# Jarmina
Jarmina (maďarsky Járomnaszentmiklós, německy Hermann) je vesnice a správní středisko stejnojmenné opčiny v Chorvatsku ve Vukovarsko-sremské župě. Nachází se asi 7 km severozápadně od města Vinkovci a asi 26 km jihozápadně od Vukovaru. V roce 2011 zde žilo 2 458 obyvatel. Opčinu tvoří pouze jedno sídlo, a to Jarmina samotná.
Územím opčiny prochází státní silnice D518 a župní silnice Ž4149.